# Gacko
Gacko (cyr. Гацко) – miasto w Bośni i Hercegowinie, Republice Serbskiej, siedziba gminy Gacko. W 2013 roku liczyło 5218 mieszkańców.